# Peter Bjorn and John (album)
Pour le groupe, voir Peter Bjorn and John.
Albums de Peter Bjorn and John
Falling Out
Peter Bjorn and John est le premier album homonyme du groupe de rock suédois Peter Bjorn and John, paru en novembre 2002.

## Liste des morceaux
1. I Don't Know What I Want Us to Do
2. Failing and Passing
3. People They Know
4. A Mutual Misunderstanding
5. From Now On
6. Matchmaker
7. Collect, Select, Reflect
8. 100m of Hurdles
9. Education Circle
10. Please, Go Home

Chansons supplémentaires sur la réimpression de Wichita Recordings en 2007 :
1. Firing Blanks
2. Don't Be Skew
3. Le Crique
4. The Fan
5. Saturday Night at the Parties